# Torío (Cangas de Onís)
Torío (en asturiano y oficialmente: Torió) es un lugar que pertenece a la parroquia de Cangas de Onís en el concejo homónimo (Principado de Asturias). Se encuentra a 263 m s. n. m. y está situada a 4,50 km de la capital del concejo, la ciudad de Cangas de Onís. 

## Población
En 2020 contaba con una población de 11 habitantes (INE, 2020) repartidos en un total de 7 viviendas (SADEI, 2010).